# Dukesz Márta
Dukesz Márta, Bakacs Lászlóné (Szombathely, 1914. február 18. – 2011. augusztus 28.) az első nő, aki az olimpiai fáklyával futott.

## Életrajza
Dukesz Miksa ügyvéd és Lendler Hermin leányaként született. 1936-ban az olimpiai láng útja Athénból Magyarországon keresztül vezetett Berlinbe. Július 29-én a reggeli órákban ért a staféta Győr határába. Itt a vámtól az országzászlóig terjedő három kilométeres útvonal egyik részén vitte a fáklyát Dukesz Márta, az első női futó az olimpiai lánggal.